# Residue
Residue és una minisèrie de terror sobrenatural i ciència-ficció creada i escrita per John Harrison i dirigida per Alex Garcia Lopez. La primera sèrie constava de 3 episodis de 44 minuts cadascun, i es va estrenar el 31 de març de 2015 a Netflix. Residue tracta de les conseqüències d'una explosió en una discoteca d'una metròpoli futurista anglesa i de la no fiable  zona de quarantena construïda pel govern, el qual amaga el que realment està passant al seu interior.
El 2015 el productor Charlotte Walls va declarar que hi havia plans per a una segona temporada de 10 episodis, i que Netflix tindria l'exclusivitat. A data de 2018, encara no hi ha notícies al respecte.

## Repartiment i personatges

### Principals
- Natalia Tena com a Jennifer Preston, una fotoperiodista que es veu atrapada en una xarxa d'activitats paranormals després d'una explosió
- Iwan Rheon com a Jonas Flack, el xicon de Jennifer que treballa de portaveu del govern
- Jamie Draven com a Levi Mathis, un policia immers en l'alcoholisme i la drogoaddicció. La seua filla mor durant l'explosió, cosa que desencadena la seua voluntat de descobrir qualsevol cosa que oculte el govern
- Danny Webb com a Emeril Benedict
- Franz Drameh com a Willy G
- Adrian Schiller com a Pierce
- Eleanor Matsuura com a Angela Rossi, el superior de Jonas, que sap el que passa en la zona de quarantena, però que segueix ordres de Keller d'amagar la veritat
- Brian Fergunson com a Dickie Prince
- Emilia Jones com a Charlotte, una xica que sobreviu l'explosió i va a la zona de quarantena
- Tom Goodman-Hill com a Keller
- John Lamontagne com a Extra